# 郎溪南站
郎溪南站位于中华人民共和国安徽省宣城市郎溪县，是合杭高速铁路上的一座车站，2020年6月28日随商杭客运专线合肥至湖州段开通而投入使用，车站规模为2台4线。

## 站房
车站站房总建筑面积4498平方米，为线侧下式站房；站房设计取自“茶”字，充分展现了郎溪明朗大气、物阜民丰的城市形象；站房外立面纯净的白色铝板和透明玻璃幕墙，让整个建筑轻灵通透，展现了郎川山秀、溪上茶悠的气质。车站设有自动售取票机和进站闸机各6台，以及4台出站闸机，以满足旅客乘车需求。

## 站场
车站规模为2台4线，其中侧式站台2座，正线2条，到发线4条。

## 公共交通
站前广场呈环形循环道路，包含换乘中心和停车场，并建有充电桩设施，方便旅客换乘。